# Kloster Santa Fe
Das Kloster Santa Fe (Sancta Fides; Fuente Clara) war eine Zisterzienserabtei ursprünglich in Alcolea de Cinca rund 30 km nordwestlich von Fraga in der Provinz Huesca in Katalonien, Spanien, nahe dem Rio Cinca, und später 9 km südwestlich von Saragossa.

## Geschichte
Das 1223 als Tochter des Klosters Bonnefont bei Saint-Gaudens in Frankreich aus der Filiation der Primarabtei Morimond gegründete Kloster wurde wegen des Banditentums in dieser Gegend im Jahr 1341 (oder 1343) in die Nähe der Stadt Saragossa, und zwar rund 9 km südwestlich des Zentrums, zwischen Cuarte und Cadrete am Rio Huerva verlegt. Die Aufhebung erfolgte entweder 1808 oder erst im Zug der Klosteraufhebungen durch die Regierung Mendizábal im Jahr 1835.

## Bauten und Anlage
Von der mittelalterlichen Anlage bei Saragossa ist nichts erhalten. Die bestehende monumentale Kirche mit einer Kuppel und einem Fassadenturm wurde 1774 oder 1778 errichtet und war 1788 fertiggestellt. Kirche und Haupttor wurden 1979 zum Monumento Nacional (Bien de Interés Cultural, RI-51-0004351) erklärt.